# Ota Fukárek
Ota Fukárek (* 18. Januar 1977 in Jablonec nad Nisou) ist ein ehemaliger tschechischer Tennisspieler.

## Karriere
In seiner Karriere erreichte er 2002 bei den Tata Open das Finale im Doppel, zusammen mit seinem Landsmann Tomáš Cibulec. Bei Grand-Slam-Turnieren erzielte er seine besten Ergebnisse, als er 2002 bei den French Open und 2003 bei den Australian Open die dritte Runde im Doppel erreichte.

## Erfolge
| Legende                       |
| Grand Slam                    |
| Tennis Masters Cup            |
| ATP Masters Series            |
| ATP International Series Gold |
| ATP International Series      |
| ATP Challenger Series (20)    |

### Einzel

#### Turniersiege
| Nr. | Datum              | Turnier  | Belag     | Finalgegner       | Ergebnis      |
| --- | ------------------ | -------- | --------- | ----------------- | ------------- |
| 1.  | 9. August 1999     | Madrid   | Hartplatz | Gōichi Motomura   | 6:2, 6:7, 7:5 |
| 2.  | 26. Februar 2001   | Singapur | Hartplatz | Federico Luzzi    | 7:65, 6:3     |
| 3.  | 10. September 2001 | Zabrze   | Sand      | Michael Kohlmann  | 6:3, 6:4      |
| 4.  | 19. November 2001  | Prag     | Sand      | Cristiano Caratti | 6:3, 6:3      |

### Doppel

#### Turniersiege
| Nr. | Datum             | Turnier           | Belag     | Partner          | Finalgegner                                   | Ergebnis       |
| --- | ----------------- | ----------------- | --------- | ---------------- | --------------------------------------------- | -------------- |
| 1.  | 22. Juni 1998     | Příbram           | Sand      | Udo Plamberger   | Petr Pála Radek Štěpánek                      | 2:6, 6:3, 6:4  |
| 2.  | 5. Oktober 1998   | Santiago de Chile | Sand      | Attila Sávolt    | Edwin Kempes Peter Wessels                    | 7:6, 6:4       |
| 3.  | 28. Juni 1999     | Montauban         | Sand      | Simon Aspelin    | Ali Hamadeh Rogier Wassen                     | 6:3, 6:4       |
| 4.  | 7. August 2000    | Prag (1)          | Sand      | František Čermák | Tomáš Cibulec Leoš Friedl                     | 6:4, 6:3       |
| 5.  | 13. November 2000 | Osaka             | Hartplatz | František Čermák | Yaoki Ishii Eric Taino                        | 6:1, 7:65      |
| 6.  | 12. Februar 2001  | Mumbai            | Hartplatz | František Čermák | Mahesh Bhupathi Fazaluddin Syed               | 7:64, 4:6, 7:5 |
| 7.  | 2. April 2001     | Calabasas         | Hartplatz | Ivo Heuberger    | Paul Hanley Nathan Healey                     | 7:5, 3:6, 7:62 |
| 8.  | 1. April 2002     | León (1)          | Hartplatz | Noam Behr        | Yves Allegro Alexander Waske                  | 7:66, 6:3      |
| 9.  | 13. Mai 2002      | Prag (2)          | Sand      | František Čermák | Jaroslav Levinský David Škoch                 | 6:4, 6:3       |
| 10. | 3. Juni 2002      | Prostějov         | Sand      | František Čermák | Mariano Hood Sebastián Prieto                 | 6:3, 7:65      |
| 11. | 5. August 2002    | Cordoba           | Hartplatz | Paul Rosner      | Emilio Benfele Álvarez Dušan Vemić            | 7:67, 6:4      |
| 12. | 10. Februar 2003  | Lübeck            | Teppich   | Jordan Kerr      | Robert Lindstedt Fredrik Loven                | 6:3, 3:6, 6:3  |
| 13. | 21. April 2003    | León (2)          | Hartplatz | Jordan Kerr      | Alex Bogomolow Alejandro Hernández            | 4:6, 6:3, 6:4  |
| 14. | 28. Juli 2003     | Segovia           | Hartplatz | Tripp Phillips   | Jean-François Bachelot Emilio Benfele Álvarez | 6:4, 7:68      |
| 15. | 11. August 2003   | Graz              | Hartplatz | Noam Behr        | Karsten Braasch Johan Landsberg               | 6:3, 6:2       |
| 16. | 6. September 2004 | Aschaffenburg     | Sand      | Jan Vacek        | Kornél Bardóczky Gergely Kisgyörgy            | 3:6, 6:4, 6:3  |

#### Finalteilnahmen
| Nr. | Datum             | Turnier | Belag     | Partner       | Finalgegner                  | Ergebnis      |
| --- | ----------------- | ------- | --------- | ------------- | ---------------------------- | ------------- |
| 1.  | 31. Dezember 2001 | Chennai | Hartplatz | Tomáš Cibulec | Mahesh Bhupathi Leander Paes | 7:5, 2:6, 5:7 |